# آکادمی امپریال هنر

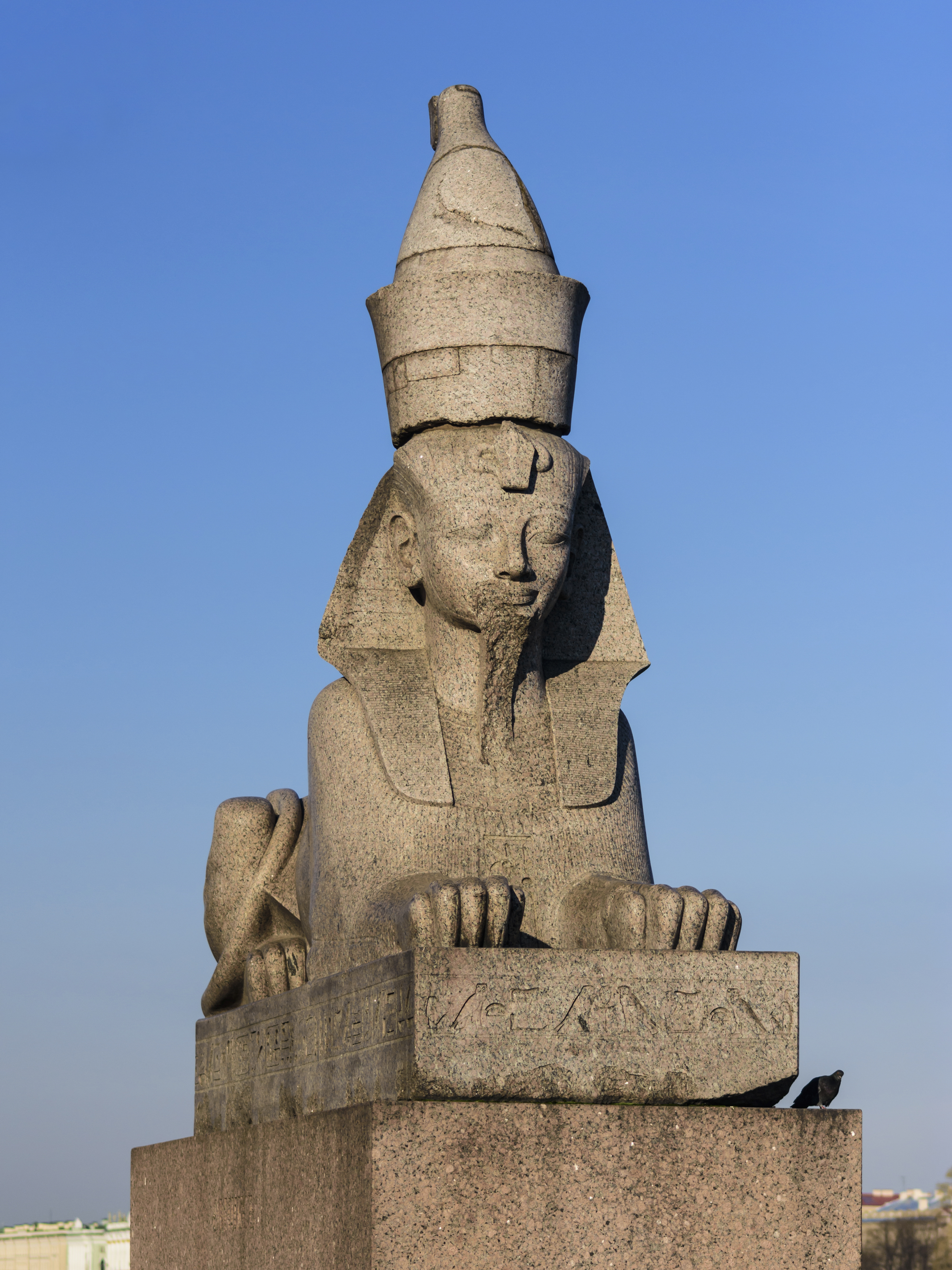
نگاره‌ای از یکی از دو مجسمه ابوالهول در کناره ساحل آکادمی.

آکادمی امپریال هنر (انگلیسی: Imperial Academy of Arts) سن پترزبورگ که به صورت غیررسمی با نام آکادمی هنر سن پترزبورگ نیز شناخته می‌شود، در سال ۱۷۵۷ به دست ایوان شووالو و با نام آکادمی سه هنر اصیل تأسیس شد. کاترین دوم روسیه نامش را به «آکادمی امپراتورانه هنر» (امپریال) تغییر داد و دستور داد بنای جدیدی برای آن ساخته شود که ۲۵ سال بعد در ۱۷۸۹ و در کنار رود نوا تکمیل شد. این آکادمی سبک و تکنیک نئوکلاسیک را ترویج داد و هنرجویان علاقه‌مند را برای تحصیل بیشتر به پایتخت‌های اروپایی فرستاد. آموزش و پرورش در آکادمی عمدتاً برای هنرمندان لازم بود تا دوران کاری موفقی داشته باشند.
این آکادمی پس از انحلال رسمی در ۱۹۱۸ و پس از انقلاب روسیه، چندین بار تغییر نام داد. این مؤسسه به صورت رایگان تأسیس شد؛ هنرجویان از سراسر کشور به صورت سالانه برای قبولی در آن رقابت می‌کردند. در ۱۹۴۷ این مؤسسه ملی به مسکو منتقل شد و بیشتر مجموعه هنری آن به موزه ارمیتاژ انتقال یافت. این ساختمان در لنین‌گراد به افتخار هنرمند برجسته رئالیست ایلیا رپین به مؤسسه لنینگراد ایلیا رپین برای نقاشی، مجسمه‌سازی و معماری مبدل شد. از ۱۹۹۱ مؤسسه سن‌پترزبورگ برای نقاشی، مجسمه‌سازی و معماری خوانده می‌شود.